# Scuola della Loira
Con la convenzionale etichetta di scuola della Loira (école de la Loire) oppure scuola o cerchia di Angers (cercle d'Angers) viene definito un gruppo di prelati letterati e poeti in lingua latina, attivi in Francia tra il tardo XI e inizio XII secolo, talvolta accomunati in modo del tutto improprio.

## Contesto storico-culturale
I più noti aderenti di questo movimento sono Marbodo di Rennes, Ildeberto di Lavardin e Geoffroy de Vendôme, considerati i precursori della rinascita culturale che avverrà nel XII secolo. Questi tre uomini, in modo particolare, in stretta relazione fra loro, vennero ad allargare la loro cerchia, intessendo relazioni tra la Francia nord-occidentale e sud-occidentale, tra continente e Inghilterra. Tra questi contatti possiamo citare alla rinfusa Baudry di Bourgueil, Ivo di Chartres, Anselmo di Cantorbéry, Renaud de Martigné, Roberto d'Arbrissel, le corti inglesi, quelle di Blois, d'Anjou e di Bretagna. Infatti un aspetto di questo movimento poetico è il suo carattere cortese. Ildeberto, Marbodo, Baudri, Serlon e tanti altri rimasti anonimi erano legati alla casa anglo-normanna di Guglielmo il Conquistatore.
In questo intenso intreccio di relazioni culturali, tra gli altri, non vengono inclusi nella "scuola della Loira", i monastici Baudri de Bourgueil e Raoul le Tourtier, che non prediligono lo stile e la tematica secolare, benché siano accomunati ad essa da uno spiccato gusto per la letteratura classica latina. Accanto al risveglio culturale del movimento della Loira, dunque, abbiamo una tematica più tradizionalista e meno sperimentale, religiosa, didattica, che rientra nei dovuti ranghi; si tratta precipuamente di monaci e abati.

## Poetica e stile
Bisogna precisare che non si è affatto certi che ci fosse stata una tale scuola, incentrata ad Angers o nei pressi della Loira e gli studiosi preferiscono parlare piuttosto di cerchia, la quale da qualcuno viene ristretta ai soli tre già citati di cui si conosce qualcosa: Marbodo di Rennes, Ildeberto di Lavardin e Geoffroy de Vendôme. Di quest'ultimo, come per qualcun altro (Serlon de Bayeux, Hilaire d’Orléans, ...), non resta che qualche raro componimento, di altri non resta che il nome e spesso nemmeno quello. Durante la seconda metà del 1000 e i primi del 1100 si percepiva una certa affinità tra poeti e scrittori attivi nella zona della Loira, i quali intessevano tra loro una rete di corrispondenza, in cui non erano escluse le donne (probabilmente monache)
Anche se legato alle scuole delle cattedrali e ai monasteri, questo movimento poetico letterario della Loira aveva un carattere profondamente secolare. Si sperimentavano nuovi stilemi e nuove forme poetiche, facendo a gara e giocando con il virtuosismo, spingendosi oltre i limiti imposti dalla tradizione. Anche per questo aspetto originale, ludico e competitivo, incontestabile sarà la loro influenza innovatrice nei decenni successivi.
I temi, inoltre, sono alquanto inattendibili, per essere composti da dignitari ecclesiastici, in quanto si tratta di poesie ed epistole d'amore, dedicate a donne e a ragazzi, intrise fantasiosamente di erotismo e mitologia. Questo aspetto ludico è senz'altro dovuto alla riscoperta medievale dei classici latini, in particolar modo Ovidio e Marziale.